# José Miguel Ezquerro Sainz de Echávarri
José Miguel de Ezquerro Sainz de Echávarri (Pamplona, 1703-Pamplona, 1730) fue el séptimo y último hijo del impresor Juan José Ezquerro y de Teresa Sainz de Echávarri. Recibió el bautismo el 22 de abril de 1703, en la parroquia de San Saturnino de Pamplona. Cabe pensar que, junto con su hermano Pedro José, aprendió el oficio de tipógrafo en la imprenta familiar y que en ella trabajó ininterrumpidamente hasta su muerte temprana, a los 27 años.

## Vida y trabajo
Cuando contaba 22 años fue acusado por la muerte violenta de un joven, llamado Juan de Manchueta, aunque no llegó a ser condenado.
Se casó en la parroquia de San Juan Bautista, a los 23 años, con María Ignacia de Iroz Oroz, hija de Pedro y Sebastiana, ya difuntos. Al año siguiente, María Ignacia, para asegurar su herencia, hizo escritura de convenio con la segunda esposa de su difunto padre, Teresa de Larraya.
El primer hijo nació al año de la boda, siendo bautizado en la parroquia de San Nicolás con el nombre de Francisco Vicente Ramón.
Como se ha adelantado, José Miguel, junto con su hermano mayor, Pedro José, trabajaría a las órdenes de su padre. Cuando este fallece, el 17 de mayo de 1727, se ultima la impresión de El ordenando instruido, del carmelita Manuel de San Buenaventura. A los dos días, se recibe la tasa y se procede a cerrar la impresión. En el pie de imprenta de esta obra figura José Miguel Ezquerro, con el título, que su padre había gozado hasta la muerte, de “Impresor del Reyno”. Esta es la única obra que suscribe como impresor, pues en lo sucesivo será su hermano Pedro José el que firme los trabajos de imprenta. Así, en este mismo año de 1727, Pedro José aparece en el pie de imprenta del Lexicon ecclesiasticum.
En lo sucesivo José Miguel permanecerá en el taller familiar, aunque a las órdenes de su hermano mayor, Pedro José; esto se constata, en 1729, cuando figura en calidad de testigo en el contrato de trabajo suscrito por Pedro José Ezquerro, titular del negocio, con los impresores Manuel de Tejada y José Gil y Güesa.
Fallece a los 27 años, el último día de 1730, después haber confesado y recibido la extremaunción, en la jurisdicción de la parroquia de san Juan Bautista del barrio de la Navarrería de Pamplona. Sin embargo, es enterrado, con honras y cabo de año, en la parroquia de san Nicolás donde tres años antes había recibido sepultura su padre Juan José. No hizo testamento. Dejó viuda, un hijo y una “hija póstuma legítima”, Josefa Vicenta, que nació cuatro meses después y fue apadrinada por el cirujano Martín José de Izuriaga, cliente de la imprenta.